# Mlynčeky
Mlynčeky este o comună slovacă, aflată în districtul Kežmarok din regiunea Prešov. Localitatea se află la altitudinea de 687 m deasupra n.m., se întinde pe o suprafață de 7,68 km2 și în 2017 număra 676 de locuitori.

## Demografie
| An:                | 1994 | 2004    | 2014   | 2024   |
| ------------------ | ---- | ------- | ------ | ------ |
| Număr de persoane: | 535  | 620     | 657    | 710    |
| Diferență:         |      | +15,88% | +5,96% | +8,06% |

| An:                | 2023 | 2024   |
| ------------------ | ---- | ------ |
| Număr de persoane: | 706  | 710    |
| Diferență:         |      | +0,56% |